# Batalha de Maciejowice

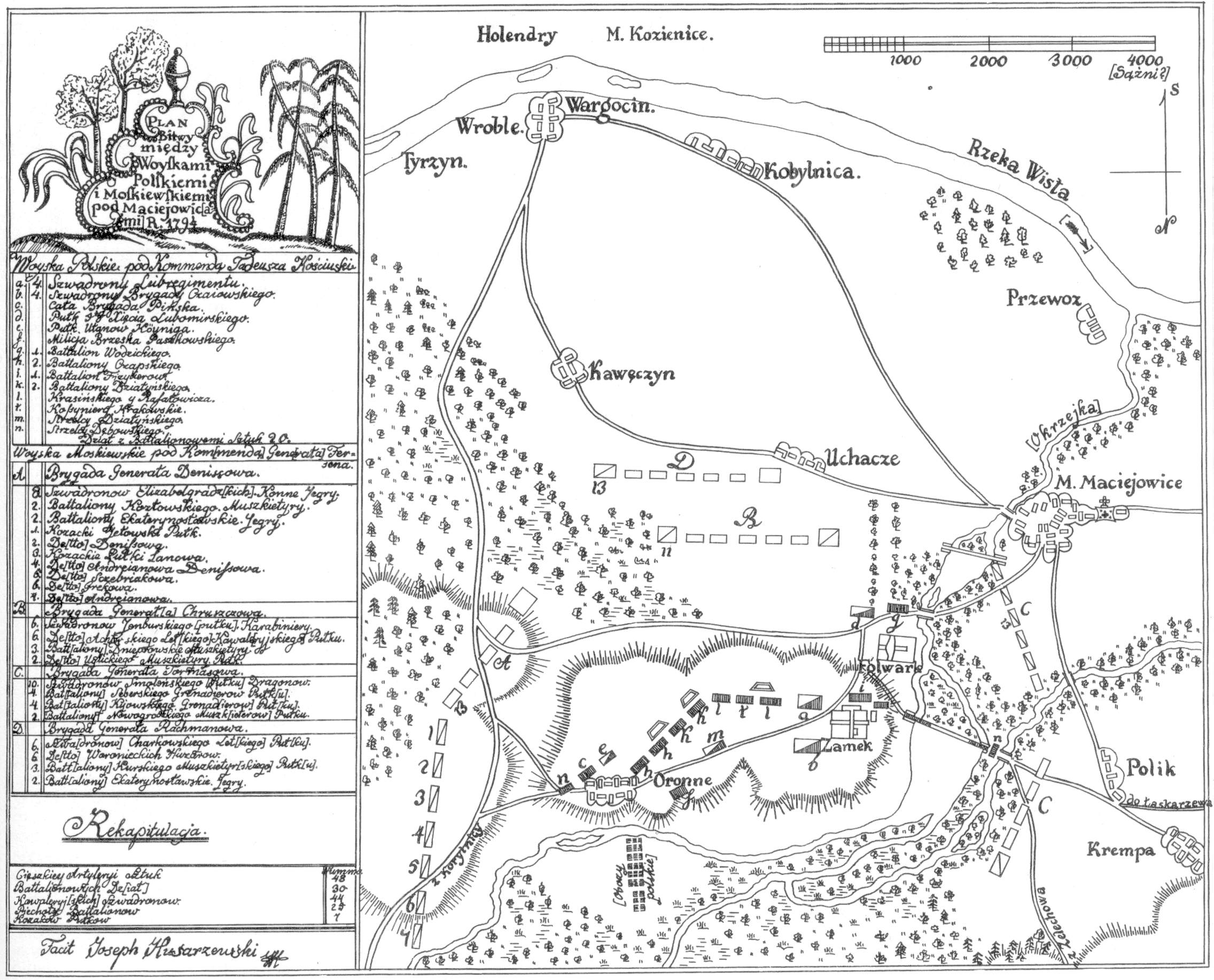
Plano da batalha

A batalha de Maciejowice foi travada em 10 de outubro de 1794 entre a Polónia e a Rússia. Os polacos foram liderados por Tadeusz Kościuszko, que, com 6200 homens, pensou em impedir a união de duas partes do exército russo, composto por 12000 homens (sob comando de Iwan Fersen) e 12500 homens (com Alexander Suvorov), respetivamente. No entanto, tendo pedido muita ajuda a Adam Poniński (que liderou 4000 soldados), Poniński não conseguiu entrar no campo de batalha no devido tempo. Os russos ganharam a batalha, e Kościuszko ficou ferido e depois foi capturado. Neste contexto, ele fez a exclamação proverbial hoje: "Finis Poloniæ!" ("É o fim da Polônia!").